# Mitterndorf (Gemeinde Martinsberg)
Mitterndorf ist eine Ortschaft und eine Katastralgemeinde der Gemeinde Martinsberg im Bezirk Zwettl in Niederösterreich. Die Ortschaft hat 50 Einwohner (Stand 1. Jänner 2024).

## Geografie
Die Rotte befindet sich nördlich von Martinsberg an einer Zufahrtsstraße der Landesstraße L7174 Richtung Spielberg. Zur Ortschaft zählt weiters die Streusiedlung Kleinmitterndorf, diese befindet sich an der Verbindungsstraße zwischen Martinsberg und Reitzendorf. Am 1. April 2020 umfasste die Ortschaft 18 Adressen.

## Geschichte
Der Ort wurde spätestens 1299 zum ersten Mal schriftlich erwähnt. Im Eintrag der Josephinischen Fassion aus Jahre 1786/87 gab es im heutigen Ort 6 Häuser, welche die Hausnummern Mitterndorf 1 bis 6 hatten.
Im Jahr 1822 wurde der Ort als Dorf mit insgesamt sieben Häusern genannt, das nach Martinsberg eingepfarrt war, wohin auch die Kinder eingeschult wurden. Die Herrschaft Gutenbrunn besaß die Ortsobrigkeit, die Herrschaft Pöggstall übte die Landgerichtsbarkeit aus, die Herrschaft Gutenbrunn besorgte die Konskription und hatte die Grundherrschaft inne.
Nach der Entstehung der Ortsgemeinden 1849 wurde der Ort eine Katastralgemeinde  der neugegründeten Ortsgemeinde Weixelberg.
Laut Adressbuch von Österreich waren im Jahr 1938 im Weiler Mitterndorf einige Landwirte ansässig.
Im Zuge der Niederösterreichische Kommunalstrukturverbesserung wurde der Ort nach der Auflösung der Gemeinde Weixelberg mit 1. Jänner 1967 ein Teil der Großgemeinde Martinsberg.

## Siedlungsentwicklung
Zum Jahreswechsel 1979/1980 befanden sich in der Katastralgemeinde Mitterndorf insgesamt 17 Bauflächen mit 5.464 m² und 4 Gärten auf 1.548 m², 1989/1990 gab es 17 Bauflächen. 1999/2000 war die Zahl der Bauflächen auf 38 angewachsen und 2009/2010 bestanden 29 Gebäude auf 53 Bauflächen.

## Bodennutzung
Die Katastralgemeinde ist landwirtschaftlich geprägt. 97 Hektar wurden zum Jahreswechsel 1979/1980 landwirtschaftlich genutzt und 50 Hektar waren forstwirtschaftlich geführte Waldflächen. 1999/2000 wurde auf 92 Hektar Landwirtschaft betrieben und 53 Hektar waren als forstwirtschaftlich genutzte Flächen ausgewiesen. Ende 2018 waren 90 Hektar als landwirtschaftliche Flächen genutzt und Forstwirtschaft wurde auf 52 Hektar betrieben. Die durchschnittliche Bodenklimazahl von Mitterndorf beträgt 22,5 (Stand 2010).